# Scacchia ludus
Scacchia ludus (che in latino significa "il gioco degli scacchi") è un poema di 658 versi scritto da Marco Gerolamo Vida intorno al 1513, pubblicato nel 1525 in forma anonima e due anni dopo in edizione autorizzata.
L'oggetto del poema è una mitica partita di scacchi disputata tra Apollo e Mercurio e arbitrata da Giove, alla presenza degli altri dei olimpici. Il gioco è caratterizzato da mosse d'ingegno ma anche da trucchi e aiuti esterni ai contendenti, e si conclude con la vittoria di Mercurio in un finale di re e donna contro re che termina con lo scacco matto. Dopo la vittoria, Mercurio fa dono della scacchiera alla ninfa Scacchide per sedurla e le insegna le regole del gioco e dal suo nome deriverebbe, secondo l'autore, quello del gioco.
La nomenclatura dei pezzi è diversa da quella usuale: nell'edizione del 1527 l'alfiere, invece del classico alfinius, diventa sagittifer (arciere), mentre la torre diventa elephas (elefante) invece di rochus; nell'edizione precedente venivano impiegati invece i termini "centauro" e "ciclope". La donna è talvolta chiamata amazzone, e il tratto iniziale è inoltre deciso con sorteggio.
Il poema ha raggiunto un grande successo, venendo pubblicato in oltre trecento edizioni sia in latino sia tradotto nelle principali lingue europee. Il testo mira ad evidenziare le elevate doti morali del gioco, in contrapposizione agli altri giochi dell'epoca, come le carte e i dadi.